# チリペッパーウォーター
チリペッパーウォーター（英語:chili pepper water）とは、アメリカ合衆国のハワイにおいて非常に広く受容されている調味料である。最も基本的なものは赤唐辛子、塩、水から作られる。
歴史的には、チリペッパーウォーターは家庭の台所やレストランで使用される自家製の調合品である。伝統的にはハワイアンチリペッパー（ハワイ語：ニオイ、nioi）を使うが、他のもので代用することもできる。
アドボロコは、ハワイの人気あるチリペッパーブランドの一つである。